# Oratorio di San Giuseppe (Albissola Marina)
L'oratorio di San Giuseppe è un luogo di culto cattolico situato nel comune di Albissola Marina, tra via dell'Oratorio e piazza Nostra Signora della Concordia, in provincia di Savona.
Adiacente all'edificio vi è la parrocchiale di Nostra Signora della Concordia.

## Storia e descrizione
L'oratorio si affaccia sulla piazza della chiesa di Nostra Signora della Concordia. Presenta navata unica e presbiterio quadrato. La costruzione fu iniziata nel 1608 e sull'esterno ha una facciata alleggerita da tre finestroni e decorata con strisce orizzontali bicolore. A metà facciata, sotto ai finestroni, la dedica della costruzione dell'oratorio: In Honorem Santi Iosephi Sodales Cognomines D(e)D(icaverunt) (I confratelli che portano lo stesso nome dedicarono in onore di san Giuseppe).
L'edicola posta al centro in marmo biancone di Verona rosso e bianco è fatta risalire ai primi anni del Seicento (1600-1610). Ai lati si possono osservare due testine di putti, in alto una decorazione in marmo bianco con il cristogramma IHS. La nicchia ospita una statua di San Giuseppe in marmo bianco di Carrara con in mano il bastone col giglio (1600-1610). Sul basamento si nota la scritta Ave, Sponse Dei Genitricis ("Ave, o sposo della Madre di Dio").
All'interno, si nota il coro della fine del XVII secolo in legno di noce, in serie continua; questa caratteristica è propria degli oratori in quanto si prestava al dialogo liturgico e alla preghiera collegiale, elementi propri delle confraternite. Ai lati del portone i banchi dei priori caratterizzati dalla loro lavorazione più ricercata con riquadri di forma geometrica e con figure scolpite chiamate "bambocci".
Il muro di sinistra ospita tre grandi quadri:
- Il primo, risalente all'inizio del XVII secolo rappresenta la Madonna con abito rosso e mantello blu; sul capo la corona di dodici stelle. Ai lati figura san Giovanni Battista, patrono di Genova e della Liguria, in veste rossa e bastone recante la scritta Agnus Dei e di santi Domenicani inginocchiati. Ai tre lati teste di angeli sormontati da nuvole con figure di due pontefici, presumibilmente papa Sisto IV (nativo di Celle Ligure) e papa Giulio II della Rovere (nativo di Albisola).
- Il secondo, rappresenta l'Angelo custode ed era la pala d'altare dell'odierno altare dell'Addolorata nella chiesa parrocchiale che ospitava la Confraternita dell'Angelo Custode. Ai lati sono raffigurati san Nicolò e san Francesco da Paola.
- Il terzo, opera del pittore Mario Gambetta (1886-1968) rappresenta santa Maria Giuseppa Rossello, santa albissolese, fondatrice delle Figlie di Nostra Signora di Misericordia di Savona; originariamente era una pala d'altare conservata nella chiesa parrocchiale. Nella parte superiore la Sacra Famiglia e un coro angelico, in primo piano la santa Rossello che fa da collegamento con la parte inferiore divisa in varie parti: a sinistra in basso viene raffigurata la cappella della Ciappà, dove la santa si recava in pellegrinaggio da bambina, nella parte destra, le suore in partenza per le missioni nelle Americhe.

Proseguendo si nota il pulpito ligneo dipinto della fine del XIX secolo. Nei riquadri compare da sinistra verso destra la scritta Ave, spes unica ("Ave, unica speranza"), sopra una croce raggiata di color bianco su sfondo rosso, nel secondo compare un libro aperto con la scritta Verbum Dei ("Parola di Dio"), e la stola di color bianco su sfondo rosso, nel terzo c'è la colomba dello Spirito Santo di color bianco su sfondo rosso, nel quarto gigli di san Giuseppe con la scritta Vir iustus ("Uomo giusto").
Le balaustre dell'altare (fine ottocento) sono in legno dipinto a losanghe rosse, bianche e nere. La particolarità della balaustra lignea è da riferirsi alla povertà tipica della decorazione degli oratori liguri, motivata dal fatto che era la stessa confraternita a finanziare tali operazioni.
L'altare, in marmo di Carrara diaspro rosso, è della seconda metà del XVIII secolo. Al centro della mensa d'altare, tondo con la morte di san Giuseppe, contornato da volute vegetali e ai lati estremi della mensa, testine di angeli in diaspro rosso.
La pala d'altare di metà Seicento rappresenta la sosta durante la fuga in Egitto ed è opera di Domenico Fiasella. In primo piano la Madonna con veste rossa, mantello blu e velo bianco, regge il Bambino in drappo bianco. Vari angeli fluttuanti raccolgono datteri per offrirli al bambino. A sinistra san Giuseppe e sullo sfondo un paesaggio campestre. In basso a destra si notano i simboli dei viandanti e viaggiatori: un cappello, un bastone, un orcio per l'acqua e un piccolo fagotto. Sopra la pala d'altare l'iscrizione Constituit eum Dominum domus suae ("lo costituì Signore nella sua casa"). Nel catino absidale affreschi della prima metà del settecento raffiguranti angioletti su nubi rosa e grigie, coperti da drappi rosa e grigi, al centro la colomba dello Spirito Santo irradia raggi che illuminano i volti degli angeli. Gli altri affreschi ai lati del presbiterio completano la decorazione murale. Lo stile è omogeneo per tutto il ciclo decorativo.
Ai lati del presbiterio statua lignea di Santa Maria Giuseppa Rossello (1957) dello scultore alto-atesino Wilhelm Senoner. Al lato opposto cassa processionale raffigurante la Sacra Famiglia della prima metà del XVIII secolo in legno scolpito e dipinto. I tre personaggi poggiano su un piedistallo fastigiato azzurro con dorature. La decorazione della veste della Madonna richiama quella della statua di Nostra Signora della Concordia nella chiesa parrocchiale.
Sulla parete di destra vicino all'altare e vicino al coro ligneo si notano due finte finestre a trompe l'oeil della seconda metà del Settecento, una aperta e l'altra chiusa. Sotto ogni finestra si hanno dei fastigi in stucco dipinto (1740-1760), elemento decorativo in una navata molto semplice con una superficie delle pareti pressoché liscia. Effettivamente gli oratori erano piuttosto scarni e richiedevano degli spazi unitari privi di articolazioni strutturali che interrompevano la visibilità globale. Inoltre l'edificazione degli oratori gravava sulla confraternita che si "tassava" per poterlo fare.
Il crocifisso nero è della seconda metà del settecento: la croce lignea è intarsiata e ha decorazioni in argento sbalzato, mentre il crocifisso, ha il drappo dorato e le stigmate rosse.
Il crocifisso bianco dei primi anni del settecento è un capolavoro dello scultore Anton Maria Maragliano. Fino al 1821 apparteneva alla Confraternita di San Giacomo alla Marina di Genova dove oggi se ne conserva una copia. Si può notare il realismo della figura: sono visibili le vene e i nervi tesi nella crocifissione. Il ciglio sinistro è trafitto da una spina; questo dà il nome all'opera conosciuta come Crocifisso spinato.
La cassa processionale della Sacra Famiglia (1779), opera dello scultore genovese Pasquale Navone (scuola del Maragliano), rappresenta la stessa scena della pala d'altare: la sosta durante la fuga in Egitto. Il tronco verde, quando la statua viene portata in processione, viene addobbato con foglie di palma. San Giuseppe ha in mano un dattero che porge al bambino. Da notare che, contrariamente al solito, in entrambe le statue che rappresentano la Sacra Famiglia, la figura di san Giuseppe viene rappresentata come un uomo giovane.
Segue poi un gonfalone processionale della prima metà del Settecento rappresentante la Madonna del Rosario.
L'oratorio di San Giuseppe è di proprietà dell'omonima confraternita che qui ha la sua sede.